# نقش‌برجسته غرقاب
نقش کنده غرقاب مربوط به دوره ساسانیان - دوران‌های تاریخی پس از اسلام است و در شهرستان گلپایگان، روستای غرقاب واقع شده و این اثر در تاریخ ۲۵ اسفند ۱۳۷۸ با شمارهٔ ثبت ۲۶۱۹ به‌عنوان یکی از آثار ملی ایران به ثبت رسیده است.